# Moyashimon
Moyashimon (もやしもん Moyashimon?) o Moyashimon: Tales of Agriculture en inglés, es un manga creado por Masayuki Ishikawa. Fue serializado en la revista Evening de la editorial Kōdansha desde agosto de 2004 hasta junio de 2014. Del Rey Manga licenció la serie en inglés solamente publicando 2 volúmenes. Una adaptación a serie de anime para televisión fue creada por Telecom Animation Film y emitida en el bloque Noitamina de Fuji TV entre octubre y diciembre de 2007. La segunda temporada titulada Moyashimon: Returns fue emitida desde julio hasta septiembre de 2012.
La serie sigue a Tadayasu Sawaki, un joven de primer año de universidad que se muda a Tokio, su escuela es una universidad agrícola; posee la habilidad de ver microorganismos a simple vista.

## Argumento
La historia sigue al joven Tadayasu Sawaki, un universitario de primer año que se muda a Tokio, su universidad es diferente a otras escuelas, ya que se trata de un campus agrícola, con un ambiente rural y autosuficiente; en esta escuela se pueden encontrar desde clases de agronomía, cocina orgánica, ciencias, química, biología, etc. Desde pequeño tiene la habilidad de poder ver a simple vistas microorganismos como microbios y bacilos. Al entrar a la universidad, su habilidad le trajo consigo cierta fama, como señala Keizō Itsuki, un profesor investigador, quien conoce la habilidad de Tadayasu pero no la ha confirmado. Haruka Hasegawa, una estudiante de posgrado especialista en microbios y el profesor Itsuki les cuesta creer el extraño don del joven Tadayasu; él y su amigo Kei Yūki, cuya familia es dueña de una destiladora, son amigos muy cercanos y lidian con el día a día en la universidad agrícola.

## Personajes
Tadayasu Souemon Sawaki (沢木 惣右衛門 直保 Sawaki Souemon Tadayasu?)
Seiyū: Daisuke Sakaguchi
Sawaki es el protagonista de la historia, es un joven estudiante universitario de primer año en la Universidad Agrícola de Tokio. Aunque posee el segundo nombre Souemon, solo es llamado Tadayasu Sawaki. Es un joven agradable y respetuoso, se enfada si le llaman enano. Él y Kei son amigos desde pequeños, sus padres se dedican a la fermentación de productos como el sake. Posee una habilidad que le ayuda a ver e incluso escuchar a las bacterias y otros microorganismos.
Kei Yūki (結城 蛍 Yūki Kei?)
Seiyū: Mitsuki Saiga 
Kei es amigo de la infancia de Sawaki y estudiante de primer año también. Llegó con Sawaki a la universidad agrícola y sus padres también poseen un negocio de sake. Kei desaparece un tiempo de la universidad durante los primeros días del curso. Cuando regresa lo hace vistiendo cabello largo, maquillaje y un atuendo de gothic lolita, atendiendo la licorería de Hoyoshi; los motivos de su travestismo no son claros y se desconoce si se considera mujer, además tiene fuertes sentimientos hacia su amigo Sawaki a quien besa en una ocasión.
Keizō Itsuki (樹 慶蔵 Itsuki Keizō?)
Seiyū: Tomomichi Nishimura
Itsuki es un profesor investigador de la universidad agrícola, conoce a la familia de Sawaki y tiene conocimiento de la habilidad del joven. Su edad es desconocida así como otros detalles de su vida. Tiene amistades influyentes, es amigo del dueño de la licorería Hiyoshi y existen reportes de su trabajo de investigación desde la Segunda Guerra Mundial.
Haruka Hasegawa (長谷川 遥 Hasegawa Haruka?)
Seiyū: Sayaka Ohara
Es una estudiante de posgrado de la universidad agrícola, su profesor asesor es Itsuki. Viste una bata de laboratorio y debajo ropas de cuero negro, mini falda y botas de tacón alto. Es una mujer violenta que proviene de una familia adinerada y sobreprotectora. Tiene un matrimonio arreglado con un joven millonario; por ello evita a toda costa graduarse y conseguir un doctorado para no casarse. Es una mujer no muy buena comunicandose con los demás, incluso un poco tímida.
Hazuki Oikawa (及川 葉月 Oikawa Hazuki?)
Seiyū: Akemi Kanda
Oikawa es una estudiante de primer año de la universidad agrícola. Es una obsesiva de la limpieza que siempre carga con desinfectantes y toallas antibacteriales, una de las amigas de Sawaki. En el anime es la única que descononce la habilidad de Sawaki.
Kaoru Misato (美里 薫 Misato Kaoru?)
Seiyū: Katsuyuki Konishi
Misato es un estudiante avanzado de la universidad, quien trata siempre de ganar dinero de sus conocimientos de las bacterias. Al conocer a Sawaki y su habilidad, se hacen amigos, con quien comparte dormitorio además de su compañero Kawahama. Se enamora de Haruka en el manga.
Takuma Kawahama (川浜 拓馬 Kawahama Takuma?)
Seiyū: Noriaki Sugiyama
Es un estudiante avanzado de la universidad, compañero de cuarto de Misato y Sawaki, es un tipo con sobrepeso y de baja estatura. Es un repatriado mexicano, tiene grandes conocimientos de insectos y del pulque, una bebida fermentada mexicana.
Aoi Mutō (武藤 葵 Mutō Aoi?)
Seiyū: Mamiko Noto
Una estudiante avanzada de la universidad donde asiste Sawaki. Por su belleza poseía el título de "Señorita Agricultura". Mutō es asistente del profesor Itsuki y de Hasegawa; además de presidenta del club de ovnis, usado para escapar de su triste realidad amorosa.
Aya Hirooka (宏岡 亜矢 Hirooka Aya?)
Seiyū: Daisuke Sakaguchi
Aya es una estudiante de tercer año de la carrera de Economía en la universidad. Además atiene un bar local como barista.
Yū Kaneshiro (金城 優 Kaneshiro Yū?)
Yū es un personaje secundario exclusivo del manga, estudiante de la universidad agrícola. Es parecida a Kei pero de piel morena.
Marie (マリー Marī?)
Seiyū: Miyuki Sawashiro
Marie es una chica francesa que Sawaki conoce en su viaje a Francia. Es la hija de una familia de productores de vino francés que tienen problemas con los cultivos de uvas y el fermentado; habla japonés bastante fluido. Usa ropa estilo lolita de color blanco y tiene también un parecido a Kei.
Hana Kanō (加納 はな Kanō Hana?)
Hana es un personaje exclusivo del manga, llega a la licorería de Hiyoshi para visitar a Kei, y vende cerveza de elaboración propia. Es baja y de apariencia muy joven, usa lentes.

## Manga
Moyashimon es un manga escrito e ilustrado por Masayuki Ishikawa. Inició su publicación en la revista Evening de la editorial Kōdansha en agosto de 2004; en junio de 2013 cambió de revista a Morning Two, de la misma editorial. Fue primero llamada "Historia de una Universidad Agrícola" (農大物語 Nōdai Monogatari). Kodansha publicó 13 volúmenes en formato tankōbon entre el 23 de mayo de 2005 y el 20 de marzo de 2014. El manga fue licenciado en Estados Unidos por Del Rey Manga, solamente publicando los primeros dos volúmenes; posteriormente la editorial Random House se convirtió en distribuidor del manga. El volumen 9 del manga fue publicado con un DVD que incluía un corto de 6 minutos en CG con una historia de los microorganismos.

### Lista de volúmenes
| 1                 | «Volumen 1»  | 23 de mayo de 2005      | ISBN 978-4-06-352106-1 |
| Capítulos 1-11    |              |                         |                        |
| 2                 | «Volumen 2»  | 21 de octubre de 2005   | ISBN 978-4-06-352126-9 |
| Capítulos 12-23   |              |                         |                        |
| 3                 | «Volumen 3»  | 27 de julio de 2006     | ISBN 978-4-06-352151-1 |
| Capítulos 24-37   |              |                         |                        |
| 4                 | «Volumen 4»  | 22 de diciembre de 2006 | ISBN 978-4-06-352171-9 |
| Capítulos 38-48   |              |                         |                        |
| 5                 | «Volumen 5»  | 22 de junio de 2007     | ISBN 978-4-06-352192-4 |
| Capítulos 49-60   |              |                         |                        |
| 6                 | «Volumen 6»  | 22 de febrero de 2008   | ISBN 978-4-06-352213-6 |
| Capítulos 61-73   |              |                         |                        |
| 7                 | «Volumen 7»  | 22 de diciembre de 2008 | ISBN 978-4-06-352244-0 |
| Capítulos 75-86   |              |                         |                        |
| 8                 | «Volumen 8»  | 23 de julio de 2009     | ISBN 978-4-06-352272-3 |
| Capítulos 87-98   |              |                         |                        |
| 9                 | «Volumen 9»  | 6 de julio de 2010      | ISBN 978-4-06-352312-6 |
| 10                | «Volumen 10» | 25 de marzo de 2011     | ISBN 978-4-06-352350-8 |
| Capítulos 111-122 |              |                         |                        |
| 11                | «Volumen 11» | 23 de marzo de 2012     | ISBN 978-4-06-352408-6 |
| Capítulos123-135  |              |                         |                        |
| 12                | «Volumen 12» | 5 de abril de 2013      | ISBN 978-4-06-352456-7 |
| Capítulos 136-147 |              |                         |                        |
| 13                | «Volumen 13» | 20 de marzo de 2014     | ISBN 978-4-06-388306-0 |

## Anime
Una serie de anime para televisión de 11 episodios salió al aire en el segmento Noitamina de Fuji TV entre octubre y diciembre del año 2007. La serie fue producida por Shirogumi y Telecom Animation Film como estudios de animación y fue dirigida por Yuichiro Yano. Natsuko Takahashi colaboró como escritor y Junichi Takaoka fue el encargado del diseño de los personajes. El tema de apertura es "Curriculum" (カリキュラム Karikyuramu) interpretado por Sarasa Ifu y el tema de cierre es "Rocket" por Polysics. La secuencia del opening fue dirigida por el famoso director de cine Takashi Yamazaki. En el Festival Internacional de Cine de Tokio se explicó que más de 100 tipos de bacterias aparecieron en anime como combinación de animación CG usados en la secuencia del opening. La banda sonora original del anime fue publicada en noviembre de 2007. ASMIK lanzó varias versiones de la serie, un paquete de 4 DVDs en 2007 y un paquete Blu-Ray en octubre de 2011.
Una segunda temporada de la serie anime llamada Moyashimon: Returns salió al aire en el segumento Noitamina desde el 5 de julio al 13 de septiembre de 2012, contando con un total de 11 episodios. Crunchyroll transmitió la segunda temporada en Internet de manera simultánea. Yuichiro Yano y Natsuko Takahashi regresaron como director y guionista respectivamente. El tema de apertura es "Wake Up" por ClariS y el tema de cierre es "Saikin" (最近 Recently) interpretado por Hiiragi. ASMIK lanzó tanto un paquete box-set en DVD como Blu-Ray entre 2012 y 2013.
Moyashimon ha sido adaptado a una serie de televisión de imagen real, fue emitida en el mismo segmento de Fuji TV donde el anime tuvo lugar, inició el 8 de julio de 2010 y finalizó en septiembre de 2010. Para la realización de los efectos visuales se hizo uso de realidad aumentada para mostrar los gérmenes y bacterias encima de la capa de imagen real.

### Lista de episodios
Primera temporada
| #  | Título                                                                                       | Estreno                 |
| -- | -------------------------------------------------------------------------------------------- | ----------------------- |
| 1  | «Una historia épica de microbios» «Nōdai Kin Monogatari» (農大菌物語)                        | 12 de octubre de 2007   |
| 2  | «El estudiante de los 3 millones de yen.» «Sanoku En no Nōdaisei» (三億円の農大生)           | 19 de octubre de 2007   |
| 3  | «3» «Kin de Kamosuzo» (菌でかもすぞ)                                                         | 26 de octubre de 2007   |
| 4  | «4» «Achikochi Kin Matsuri» (あちこち菌祭り)                                                 | 2 de noviembre de 2007  |
| 5  | «El monstruo de los microbios» «Kaiki! Kin Obake» (怪奇! 菌オバケ)                           | 9 de noviembre de 2007  |
| 6  | «Señorita Agricultura» «Nōsatsu! Misu Nōdai» (悩殺! ミス農大)                                | 16 de noviembre de 2007 |
| 7  | «El festival agrícola de primavera» «Kaimaku! Nōdai Harusai» (開幕! 農大春祭)                | 23 de noviembre de 2007 |
| 8  | «El épico juego de captura del festival agrícola» «Nōdai Seimon Kōryakusen» (農大正門攻略戦) | 30 de noviembre de 2007 |
| 9  | «9» «Yawahada ni Toritsuke» (柔肌にとりつけ)                                                 | 7 de diciembre de 2007  |
| 10 | «El beso de la gothic lolita» «Gosurori Kissu» (ゴスロリキッス)                              | 14 de diciembre de 2007 |
| 11 | «El futuro de los microbios» «Kagayaku Kin Mirai» (輝く菌未来)                               | 21 de diciembre de 2007 |

Segunda temporada
| #  | Título                                                          | Estreno                  |
| -- | --------------------------------------------------------------- | ------------------------ |
| 1  | «¡De pie, Moyashimon!» «Moyashidomo Tatsu» (もやしども起つ)     | 5 de julio de 2012       |
| 2  | «Vamos a fermentar» «Hakkōgura» (発酵蔵)                        | 12 de julio de 2012      |
| 3  | «Equipo Oikawa» «Chīmu Oikawa» (チーム及川)                     | 19 de julio de 2012      |
| 4  | «Varios cambios» «Henka no Aki» (変化の秋)                      | 26 de julio de 2012      |
| 5  | «El festival» «Shūkakusai» (収穫祭)                             | 2 de agosto de 2012      |
| 6  | «Trabajo en equipo» «Chīmuwāku» (チームワーク)                  | 9 de agosto de 2012      |
| 7  | «Pájaro enjaulado» «Kago no Tori» (かごの鳥)                    | 16 de agosto de 2012     |
| 8  | «Matrimonio» «Mariāju» (マリアージュ)                           | 23 de agosto de 2012     |
| 9  | «Hacia París» «Guran Kuryu Kaidō nite» (グラン＝クリュ街道にて) | 30 de agosto de 2012     |
| 10 | «Malentendidos» «Surechigau Omoi» (すれちがう思い)              | 6 de septiembre de 2012  |
| 11 | «He regresado» «Tadaima» (ただいま)                             | 13 de septiembre de 2012 |

## Recepción
El manga de Moyashimon ganó el Gran Premio de la edición número 12 del Premio Cultural Tezuka Osamu en 2008; fue también ganador en 2008 del premio manga general de Kodansha Manga Award. Nominado como mejor manga en los Premios Manga Taishō en 2008. Tanto el manga como la adaptación animada fueron finalistas en el Japan Media Arts Festival del 2007. Carlo Santos de Anime News Network comentó que el arte de Ishikawa en el manga es "bastante cuidadoso en las sombras y contornos, agrega profundidad y textura en cada escena; muestra además un diseño de personajes bastante distintivo y llamativo".
Jake Godek de THEM Anime comentó qu el anime es y los microorganismos animados mostrados son "adorables". Sin embargo, criticó la historia floja, que "se siente como si fuera decidida al vuelo en lugar de antes de la producción". Otra reseña de Anime News Network explica que el anime logra "capturar el ambiente universitario, la libertad, aventuras, malos compañeros de dormitorios, las actividades escolares, borracheras y festivales".